# Harald Winkler
Pour les articles homonymes, voir Winkler.
Harald Winkler, né le 17 décembre 1962 à Graz, est un bobeur autrichien notamment champion olympique de bob à quatre en 1992.

## Biographie
Harald Winkler participe à trois éditions des Jeux olympiques d'hiver entre 1988 et 1994. Aux Jeux olympiques de 1992 organisés à Albertville en France, il est sacré champion olympique de bob à quatre avec Ingo Appelt, Gerhard Haidacher et Thomas Schroll. Il gagne également deux médailles aux championnats du monde : le bronze en 1990 à Saint-Moritz (Suisse) et l'argent en 1993 à Igls (Autriche).

## Palmarès

### Jeux Olympiques
- : médaillé d'or en bob à 4 aux JO 1992.

### Championnats monde
- : médaillé d'argent en bob à 4 aux championnats monde de 1993.
- : médaillé de bronze en bob à 4 aux championnats monde de 1990.